# دفن حي داخل جدار
دفن حي داخل جدار (بالإنجليزية: Immurement) يُطلق أيضًا عليه الاسم الإدماج أو التحصين، وهو شكل من أشكال السجن، عادةً حتى الموت، حيث يتم وضع شخص ما داخل مساحة مغلقة بدون مخارج. يشمل

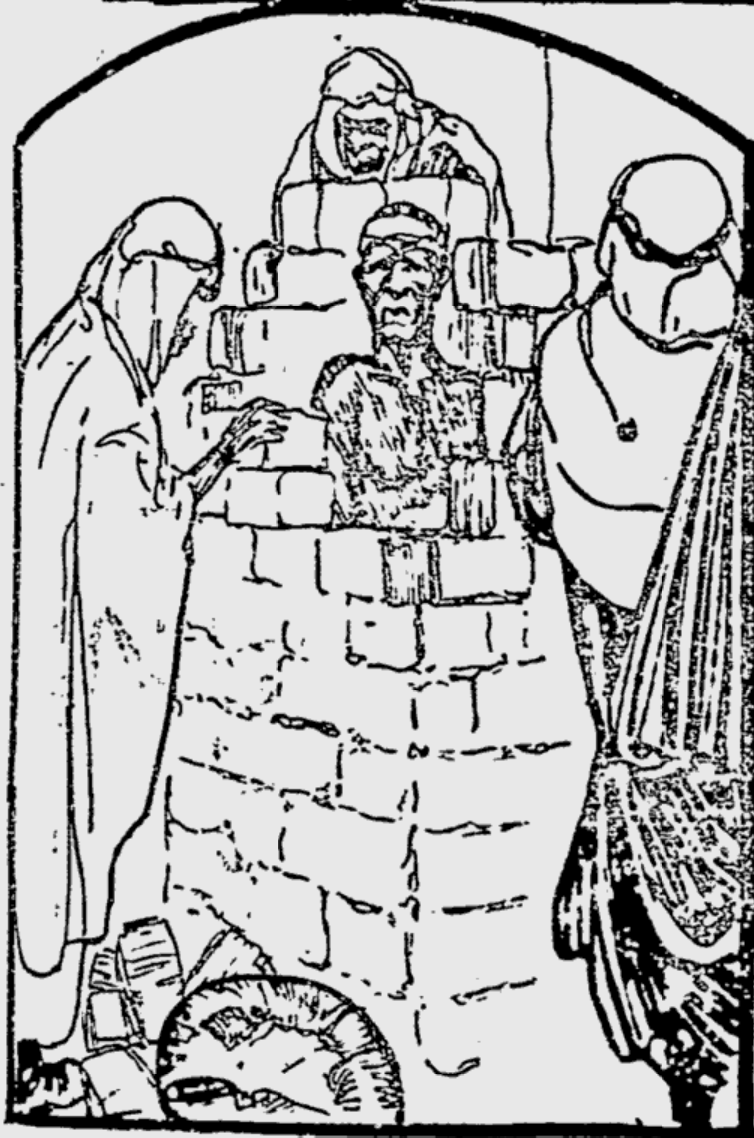
رسم توضيحي لإعدام الحاج محمد مسفوي

ذلك الحالات التي تم فيها إغلاق الناس في أماكن ضيقة للغاية، مثل داخل تابوت. عند استخدامه كوسيلة للإعدام، يترك السجين ببساطة ليموت من الجوع أو الجفاف. هذا النوع من الإعدام يختلف عن دفن الأحياء، حيث يموت الضحية عادةً بسبب الاختناق. بالمقابل، تم استخدام الإدماج أحيانًا أيضًا كشكل مبكر من أشكال السجن المؤبد، حيث كان يُطعم الضحايا بانتظام ويعطون ماء. هناك بعض الحالات التي نجا فيها الناس لعدة أشهر أو سنوات بعد أن تمت إدماجهم، بالإضافة إلى بعض الأشخاص، مثل الرهبان، الذين تطوعوا ليتم إدماجهم.
هناك أمثلة بارزة على الإدماج كممارسة للإعدام المعتمدة (مع الموت من العطش أو الجوع كهدف مقصود). وكانت النساء في الإمبراطورية الرومانية اللواتي كنّ عذراء فيستال يواجهن الدفن الحي كعقوبة عندما يُدينن بخرق قسم العفة الخاص بهن. كما تم تأكيد إدماج السارقين كعقوبة في فارس، حتى في بداية القرن العشرين. وهناك بعض الأدلة غامضة على إدماج الناس كشكل من أشكال الحبس الطويل المدى في منغوليا. وكان أحد الإدماج الشهيرة، ولكنها على الأرجح خرافية، هي إدماج أناركالي من قبل الإمبراطور أكبر لأناركلي بسبب علاقتها المزعومة مع الإمبراطور جهانكير.
تم تسجيل أحداث الإدماج العزلة، بدلاً من عناصر التقاليد المستمرة، أو تزعم من أجزاء كثيرة من العالم. وتم الإشارة أيضًا إلى حالات الإدماج كجزء من المجازر في سياق الحروب أو الثورات. وتُبلغ عن دفن الأشخاص الأحياء كجزء من التضحية البشرية أيضًا، على سبيل المثال، كجزء من مراسم الدفن الكبرى في بعض الثقافات.
كموتيف في الأساطير والفولكلور، توجد العديد من الحكايات عن الإدماج. في الفولكلور، يبرز الإدماج كشكل من أشكال عقوبة الإعدام، ولكن استخدامه كنوع من أنواع التضحية البشرية لجعل المباني قوية له العديد من الحكايات المرتبطة به أيضًا. وقد عُثِر من حين لآخر على بقايا عظمية وراء الجدران وفي غرف مخفية وفي عدة مناسبات تم تأكيد أنها دليل على مثل هذه الممارسات التضحية أو على هذا النوع من العقوبة.

## تاريخ

### أوروبا

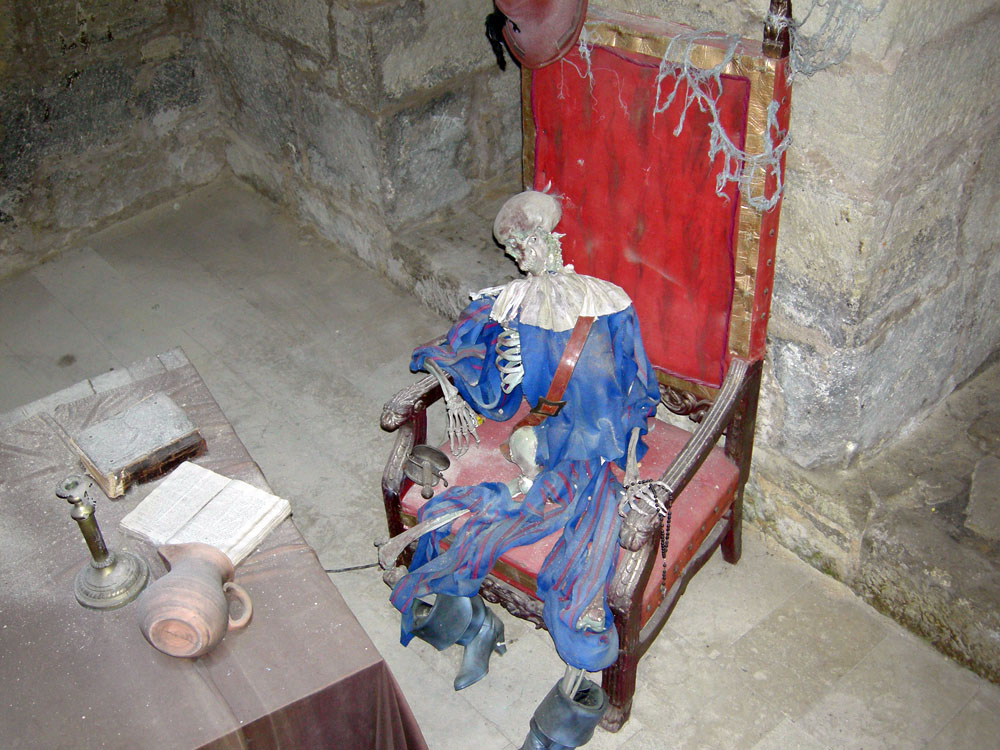
إعادة خلق فارس من القرن السادس عشر يُعتقد أنه مدفون في جدار قلعة كوريسار، إستونيا

وفقًا لأساطير لاتفية، تم إدماج فتاة شابة بشكل غير عادل داخل جدار قلعة أولافينلينا كعقوبة للخيانة. نمو شجرة الصفصاف في مكان إعدامها، حيث كانت زهورها بيضاء كبراءتها وثمارها حمراء كدمائها، ألهمت أغنية شعبية. تنبع أساطير مماثلة من هابسالو، كوريساري، بولفا وفيسبي.
وفقًا لأسطورة لاتفية، قد تم إدماج ثلاثة أشخاص في أنفاق تحت قلعة جروبينا. لم توافق ابنة فارس تعيش في القلعة على اختيار والدها لشاب نبيل شاب كخطيب مستقبلها. قام هذا الفارس أيضًا بنهب المناطق المحيطة واستعباد الأسرى للعيش في الأنفاق، بينهم شاب وسيم أعجبت به الابنة، مساعدتها له في الهروب. لم تكن مصيرها محظوظة مثل الفارس وخطيبها المستقبلي، حيث عاقبوها بإدماجها في أحد الأنفاق. يُزعم أيضًا أن ابنة فارس أخرى وجندي سويدي تم إدماجهما في أحد الأنفاق بعد أن وقعت في حب الجندي السويدي وطلبت من والدها السماح لها بالزواج منه. ووفقًا لأسطورة أخرى، تم إدماج فتاة وخادم بعد محاولة فاشلة للتجسس على الألمان لمعرفة ما هي خططهم لما يُعرف الآن بلاتفيا.

في الكتاب الثالث من كتابه تاريخ الحرب البيلوبونيسية، يخوض ثوقيديدس في تفاصيل كبيرة عن الثورة التي اندلعت في كورفو عام (427) قبل الميلاد. وجاء في الكتاب الثالث، الفصل 81، الفقرة الخامسة ما يلي:
شكلت عذارى فيستال في روما القديمة كانوا طبقة من الكاهنات كانت مهمتهم الرئيسية هي الحفاظ على النار المقدسة المكرسة لفستا (إلهة المنزل والعائلة)، وعاشوا تحت قسم صارم من العفة والعزوبة. إذا تم كسر هذا القسم من العفة، كانت الكاهنة المذنبة تدفن حية كما يلي:
تمتلك طائفة العذارى الفستال وجوداً لمدة تقارب (1000) عام، ولكن يوجد تسجيلات لحوالي 10 حالات إدماج مثبتة في المصادر الموجودة.
فلافيوس باسيليسكيوس الإمبراطور في الإمبراطورية الرومانية الشرقية من سنة (475 إلى 476) ميلادية، تم إطاحته. في الشتاء، تم إرساله إلى كابادوكيا مع عائلته، حيث تم سجنهم إما في خزان جاف، أو برج، وتوفوا. وقال المؤرخ بروكوبيوس إنهم توفوا معرضين للبرد والجوع، بينما تتحدث مصادر أخرى، مثل بريسكوس، فقط عن وفاة بالجوع.
كان بطريرك أكويليا، بوبو تريفن (حكم من 1019 إلى 1045)، حاكمًا علمانيًا عظيمًا، بطريرك أكويليا تولى منصبه من سنة (1019 إلى 1045)، قائدًا مدنيًا قويًا، وفي عام (1044) نهب غرادو. اعتقله دومينيكو الأول كونتاريني، دوجة فينيسيا الجديد المنتخب، ومن ثم دفنه حتى عنقه، وترك حراسًا للمراقبة عليه حتى يموت.
في عام (1149)، قام دوق أوتو الثالث من أولوموتس من سلالة بريميسليد في مورافيا بإدماج الأب ديوكار و20 راهبًا في الغرفة الطعام في دير راديش، حيث ماتوا جوعًا. وكان السبب الظاهر لذلك أن أحد الرهبان كان قد لمس زوجته دورانا عندما قضت الليلة هناك. ومع ذلك، قام أوتو الثالث بمصادرة ثروة الدير، وقال البعض إن هذا كان الدافع وراء الإدماج.
في أنقاض دير ثورنتون، لينكولنشاير، عُثِر على هيكل عظمي محفور خلف الجدار مع طاولة وكتاب وشمعدان. يعتقد البعض أنه رئيس الدير الرابع عشر، مسجونًا بسبب بعض الجرائم التي ارتكبها.

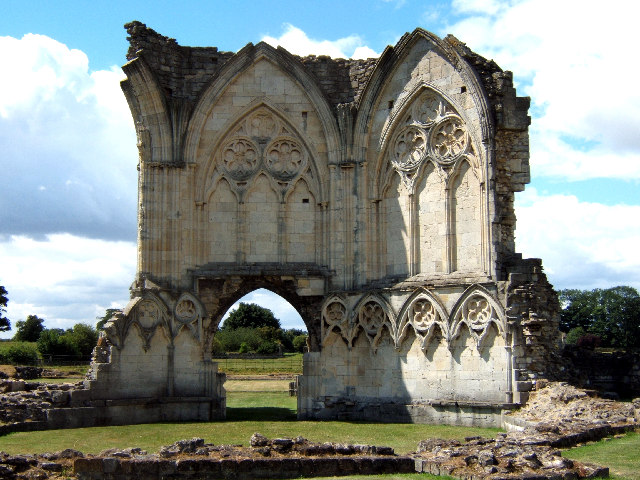
أطلال دير ثورنتون.

في بعض الأحيان، قد تختلف عقوبة الرجال المدانين بارتكاب جريمة ممارسة الجنس مع الأطفال (الجماع المثلي بين الرجال والأولاد) حسب مجموعات الحالة المختلفة. في عامي (1409) و (1532) في أوغسبورغ، تم حرق رجلين حيًا بتهمهما، لكن الإجراء كان مختلفًا تمامًا في حالة أربعة كتبان في عام (1409)، كانوا مذنبين بنفس الجريمة. بدلاً من أن يحرقوا حيًا، تم إغلاقهم في تابوت خشبي تم تعليقه في برلاختورم، وماتوا جوعًا.
بعد الاعتراف في محكمة التحقيق بتواطؤ مزعوم يتعلق بالبرص واليهودية وملك غرناطة وسلطان بابل، تمت إدانة غيوم أغاسا، رئيس ملجأ البرص في ليستانغ، في عام (1322) بأن يُدمر في القيود مدى الحياة.

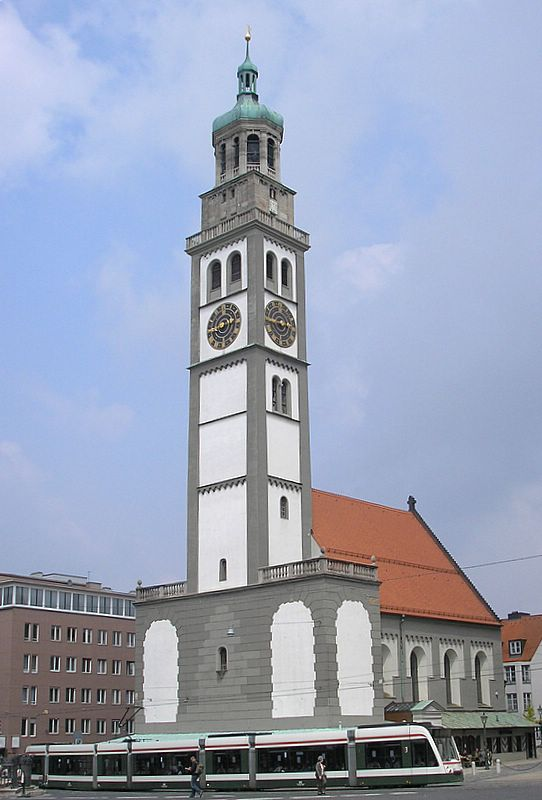
برلختورم مع كنيسة سانت بيتر بجانب برلاخ.

الكونتيسة المجرية إليزابيث باتوري دي إكسيد (باثوري إرزيبيت باللغة الهنغارية (المجرية)؛ 1560-1614) في مجموعة من الغرف في عام (1610)
بسبب وفاة العديد من الفتيات. ورغم أن الأرقام قد وصلت إلى عدة مئات، إلا أن العدد الفعلي للضحايا غير مؤكد. أعلى عدد من الضحايا المذكور خلال محاكمة مشاركي باثوري كان 650، ولكن هذا الرقم يأتي من زعم خادمة تُدعى سوزانا بأن ياكاب سيلفاسي، المسؤول في محكمة باثوري، رأى الرقم في أحد الكتب الخاصة بباثوري. لم يتم الكشف عن الكتاب ولم يذكر سيلفاسي ذلك في شهادته. تم السماح لها بالبقاء في الإدماج حتى توفيت، أربع سنوات بعد الإغلاق، حيث توفيت في النهاية بأسباب أخرى غير الجوع. بفلاد الثالث مخوزق والأفلاق في الفولكلور ويبدو أن غرفها كانت مزودة بكثير من الطعام. ووفقًا لمصادر أخرى، كانت قادرة على التحرك بحرية في القلعة، وكأنها الإقامة الجبرية.

#### التقشف
شكل شديد خاص من التقشف ضمن المسيحية هو تقشف العزّلة، حيث كانوا عادةً يسمحون لأنفسهم بالإدماج، ويعتمدون على القليل جدًا من الطعام. على سبيل المثال، في القرن الرابع الميلادي، أقدمت راهبة تُدعى ألكساندرا على إدماج نفسها في قبر لمدة عشر سنوات مع فتحة صغيرة تمكنها من استلام تقديرات غذائية قليلة. تحدث القديس جيروم (حوالي 340-420 م) عن أحد المتبعين الذي قضى حياته بأكملها في خزان، واستهلك لا أكثر من خمس تينات في اليوم. ذكر جريجوري من تور، في كتاباته، قصتين عن الإدماج، بما في ذلك قصة راهبة في بواتييه التي تم إدماجها في زنزانة بناءً على طلبها بعد أن تلقت رؤية، وكذلك قصة عن سالفيوس من آلبي الذي تم إدماجه لفترة قبل أن يصبح أسقفًا.

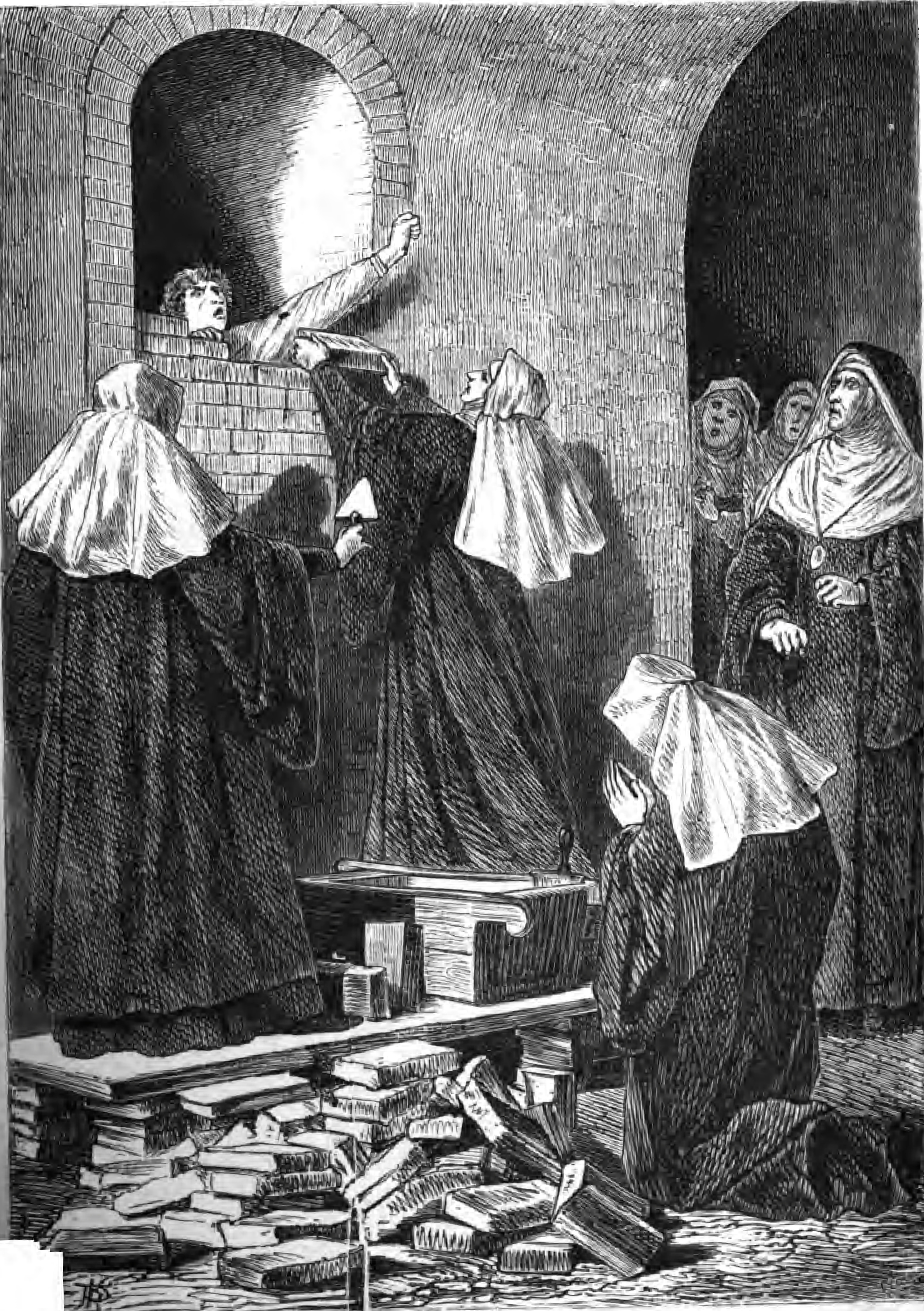
تحصين راهبة تصوير وهمي في رسم توضيحي من عام (1868).

في تقليد الرهبنة الكاثوليكية، كان هناك نوع من العزلة الفردية القسرية للراهبات أو الرهبان الذين خالفوا قسمهم بالعفة، أو اعتنقوا أفكارا هرطقة. كما يقول هنري تشارلز لي، يبدو أن التقليد كان يتمثل في العزلة الكاملة والمطلقة عن البشر الآخرين، لكن الطعام كان متوفرًا بالفعل:
في الهامش المرفق بهذا المقطع، يكتب ليا:
على الرغم من أن تقليد "فادي إن باس" يبدو بالتالي أنه من التعزير المستمر، وليس الإدماج حيث كان من المفترض أن يموت الفرد جوعًا. ومع ذلك، يلاحظ سير والتر سكوت، الذي كان بحد ذاته عالما للآثار، في تعليق له على قصيدته الملحمية "مارميون" (1808):
إن ممارسة تحصين الراهبات أو الرهبان على انتهاكات العفة لها تاريخ طويل، وقد كتبت فرانشيسكا ميديولي ما يلي في مقالتها "أبعاد الدير":

##### آسيا
في مدينة أور السومرية القديمة، يظهر بعض المقابر (بداية من عام 2500 قبل الميلاد) بوضوح دفن المرافقين، جنبًا إلى جنب مع دفن الشخص الميت الرئيسي. في إحدى هذه المقابر، كما كتبت غيردا ليرنر في الصفحة 60 من كتابها "خلق الأبوية":
تشتهر الإمبراطورية الآشورية الجديدة بتقنيات القمع الوحشية التي تتبعها، وليس أقلها تلك الأسباب هو أن العديد من حكامها هنأوا أنفسهم على الانتقام الذي فعلوه من خلال الخوض في تفاصيل كيفية تعاملهم مع أعدائهم. إليكم ذكرى صنعها آشور ناصربال الثاني (حكم 883–859 ق.م.) والتي تتضمن التحصين:
إميل دوركايم في كتابه "الانتحار" يكتب ما يلي عن بعض أتباع أميدا بوذا:
حسب الأسطورة الشعبية، كان أناركلي محاصرًا بين جدارين في لاهور بأمر من الإمبراطور المغولي أكبر بسبب علاقته مع ولي العهد سليم (لاحقًا الإمبراطور جهانكير) في القرن السادس عشر. ونشأ سوق حول الموقع، وسمي بازار أناركلي تكريما لها. كان هناك تقليد في بلاد فارس يقضي بحبس المجرمين وتركهم ليموتوا جوعًا أو عطشًا. أقامت الرحالة إم إي هيوم غريفيث في بلاد فارس من عام (1900) إلى عام (1903)، وكتبت ما يلي:
أثناء سفره ذهابًا وإيابًا إلى بلاد فارس من عام (1630) إلى عام (1668) بصفته تاجرًا للأحجار الكريمة، لاحظ جان بابتيست تافرنييه تقريبًا نفس العادات التي لاحظها هيوم جريفيث بعد حوالي 250 عامًا. يشير تافيرنييه إلى أن التحفظ كان في الأساس عقوبة للصوص، وأن التحصن يترك رأس المحكوم عليه مفتوحًا. ووفقا له، فإن العديد من هؤلاء الأفراد يناشدون المارة بقطع رؤوسهم، وهو تخفيف للعقوبة التي يحظرها القانون. كتب جون فراير، أثناء سفره إلى بلاد فارس في سبعينيات القرن السابع عشر، ما يلي:
في أواخر الخمسينيات من القرن السابع عشر، تورط أبناء مختلفون الإمبراطور المغولي شاهب شاهجان في حروب الخلافة، حيث فاز أورنكزيب. وكان أحد إخوته الشقيقين، شاه شجاع، مصدرًا للمشاكل خصوصًا، لكن في عام 1661 هزمه أورنغزيب، وسعى شاه شجاه وأسرته لحماية الملك راخين. وفقًا لفرانسوا بيرنييه، تخلف الملك عن وعده بمنح اللجوء، وتم قطع رؤوس أبناء شجاه، بينما تم إدماج بناته، وتوفين من الجوع.
أثناء حكم المغول في بداية القرن الثامن عشر في الهند، تم حكم بالإعدام على ابني غورو جوبيند سينغ الأصغران بوضعهما حيين داخل الطوب بسبب رفضهما التحوّل إلى الإسلام وتخليهما عن الديانة السيخية. في 26 ديسمبر 1705، تم قتل فاتح سينغ بهذه الطريقة في سيرهيند بجانب شقيقه الأكبر، زوراوار سينغ. يُعتبر ضريح جوردوارا فاتحجار ساهيب الذي يقع على بعد 5 كم إلى الشمال من سيرهيند موقع إعدام الابنين الأصغرين لغورو جوبيند سينغ بأمر وزير خان من كونجبورا، حاكم سيرهيند. يوجد ثلاثة مزارات ضمن هذا المجمع لتحديد الموقع الدقيق لهذه الأحداث المأساوية التي شهدت عام 1705.

كان أحمد باشا الجزار، الحاكم العثماني للمحافظات في لبنان الحديثة وفلسطين من عام 1775 إلى عام 1804، كان مشهورًا بوحشيته. عند بناء الجدران الجديدة لبيروت، وجهت إليه تهمة بالوحشية، من بين أمور أخرى.
أثناء إقامته كدبلوماسي في بلاد فارس من عام (1860) إلى عام (1863)، التقى إي بي إيستويك في وقت من الأوقات بالسردار إي كول، أو القائد العسكري الأعلى، عزيز خان. يشير إيستويك إلى أنه "لم يبدو لي كشخص يخطئ كثيرًا في جانب التساهل". قيل لإيستويك أنه في الآونة الأخيرة، أمر عزيز خان بحبس 14 لصًا على قيد الحياة، اثنان منهم رأسا على عقب. أثناء إقامته لعام (1887-1888) بشكل أساسي في شيراز، لاحظ إدوارد جرانفيل براون التذكيرات القاتمة للحاكم المتعطش للدماء خصوصًا هناك، فيرزا أحمد، الذي تسبب، على سبيل المثال، خلال سنواته الأربع في منصبه التي انتهت حوالي عام (1880) في أكثر من 700 يد. قطع لجرائم مختلفة. يتابع براون:

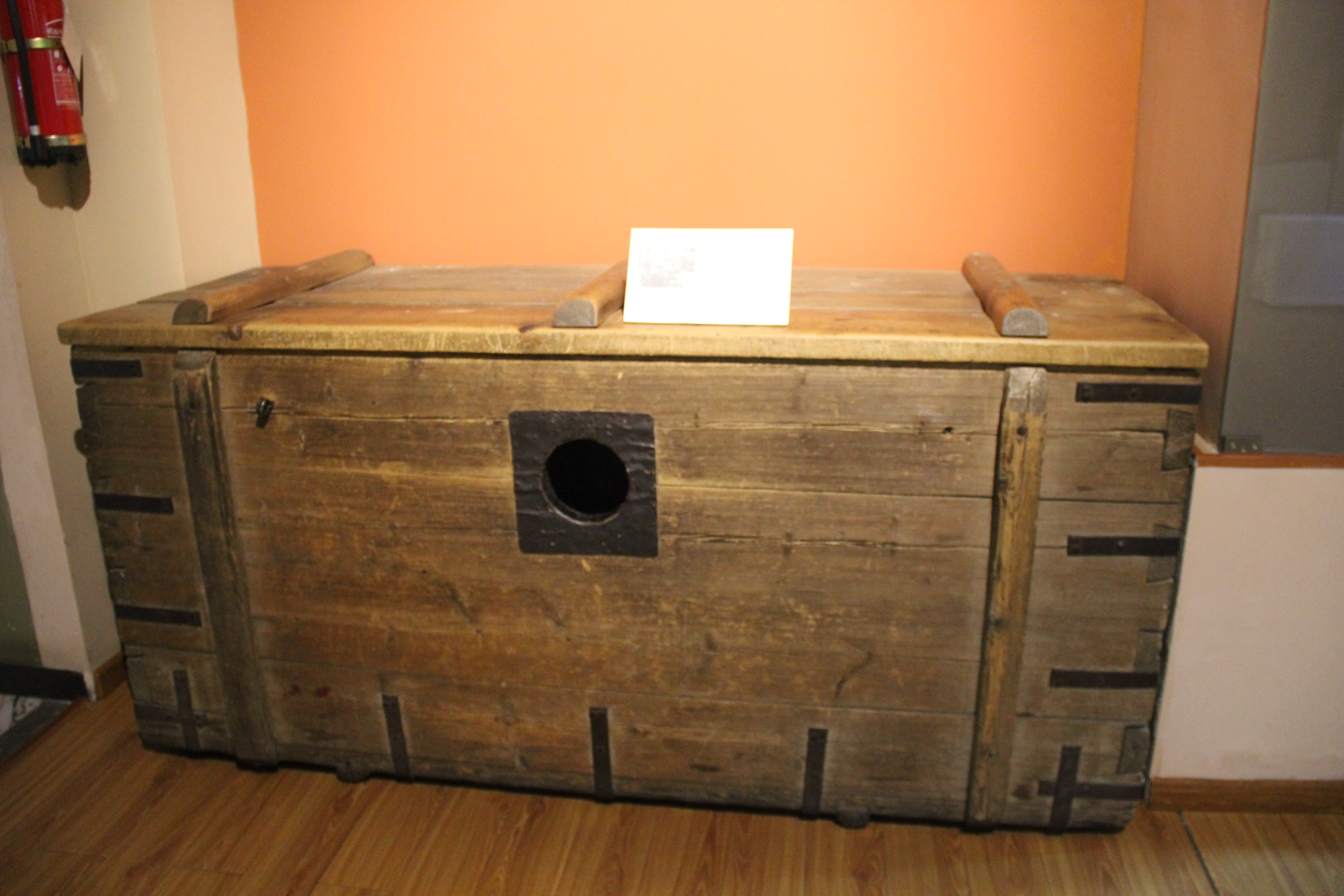
صندوق خشبي يستخدم في تشينغ منغوليا لقفل المجرمين

تم ممارسة التنغيم في منغوليا مؤخرًا في أوائل القرن العشرين. ليس من الواضح ما إذا كان من المفترض أن يموت جميع المحاصرين من الجوع. وجاء في تقرير صحفي من عام 1914 ما يلي:

###### شمال أفريقيا
في عام 1906، أدين الحاج محمد مسفوي، وهو إسكافي من مراكش، بقتل 36 امرأة (عُثِر على الجثث مدفونة تحت متجره وبالقرب منه). ونظراً لطبيعة جرائمه، فقد تم احتجازه حياً. ولمدة يومين، سُمعت صراخه بلا انقطاع قبل أن يصمت في اليوم الثالث.

## الاختلافات التضحية

### بناء
عدد من الثقافات تحتوي على حكايات وقصائد تتضمن كموتيف تضحية إنسان لضمان قوة مبنى. على سبيل المثال، كانت هناك ثقافة للتضحية البشرية في بناء المباني الكبيرة في شرق وجنوب شرق آسيا. تتراوح هذه الممارسات من "دا شنج زهوانغ" في الصين، و"هيتوباشيرا" في اليابان، و"ميوسادي" في بورما.
تشير الفولكلور للعديد من شعوب جنوب شرق أوروبا إلى الإدماج كطريقة للموت للضحية التي تضحى بها أثناء إكمال مشروع بناء مثل جسر أو قلعة (بشكل أساسي مباني حقيقية). وتعد قلعة شكودرا موضوع قصص من هذا القبيل في التقليد الشفهي الألباني والسلافية: النسخة الألبانية هي أسطورة روزافا، حيث يعمل ثلاثة إخوة بلا جدوى في بناء جدران تختفي في الليل: عندما يخبرون بأن عليهم دفن إحدى زوجاتهم في الجدار، يتعهدون بأن يختاروا تلك التي ستجلب لهم الغداء في اليوم التالي، وعدم تحذير زوجاتهم الثلاث. يترك الأخان الاثنان، ومع ذلك (موضوع خيانة شخصين لشخص واحد شائع في الشعر البلقاني، راجع ميوريشا أو أغنية تشيلو ميزاني)، زوزافا، زوجة الأخ الصادق، لتموت. تقبل مصيرها، ولكنها تطلب ترك قدمها المعرضة (لتهزّ سرير ابنها الرضيع)، والثدي (لترضعه)، واليد (لتمشط شعره).
واحدة من أشهر النسخ من نفس الأسطورة هي القصيدة الصربية الشهيرة المسماة "بناء سكودرا" ("زيدانيي سكادرا") التي نشرها فوك كاراديتش، بعد أن سجلت أغنية شعبية غناها حكواتي هرسكوفيني يُدعى راشكو القديم. يعتبر نسخة الأغنية باللغة الصربية الأقدم التي تم جمعها من الأسطورة، وأول من حقق شهرة أدبية. في عام (1824)، أرسل كارادزيتش نسخة من مجموعته من الأغاني الشعبية إلى ياكوب غريم، الذي كان متحمسًا خصوصًا للقصيدة. ترجم غريمها إلى الألمانية، ووصفها بأنها "واحدة من أكثر القصائد المؤثرة لجميع الشعوب وجميع العصور". نشر يوهان فولفجانج فون غوته الترجمة الألمانية، لكنه لم يشارك جريم رأيه لأنه وجد روح القصيدة "همجية خرافية". أشار آلان دوندز، عالم الفولكلور الشهير، إلى أن رأي جريم هو السائد وأن القصيدة ظلت تحظى بإعجاب أجيال من المطربين الشعبيين وعلماء القصص.
أسطورة رومانية مماثلة جدًا، وهي قصة "ميسترول مانولي"، تحكي عن بناء دير كورتيا دي أرجيش: يتم تكليف عشرة مبانيين خبراء، بينهم ماستر مانولي نفسه، من قبل نياغو فودا ببناء دير جميل، لكنهم يواجهون نفس المصير، ويقررون إدماج الزوجة التي ستحضر لهم الغداء. مانولي، العامل على السقف، يرى وصولها، ويتوسل لله لإطلاق العناصر، من أجل إيقافها، ولكن دون جدوى: عندما تصل، يبدأ في إدماجها، متظاهرًا بالمزاح، مع زوجته تصرخ بشدة ويتعرض للمعاناة. عندما ينتهي البناء، يأخذ نياغو فودا سلالم البناء من البنائين، خوفًا من أن يبنوا مبنى أجمل، ويحاولون الهروب لكن الجميع يسقطون إلى موتهم. فقط من سقوط مانولي يتم إنشاء تيار.
غداء. مانولي، العامل على السقف، يرى وصولها، ويتوسل لله لإطلاق العناصر، من أجل إيقافها، ولكن دون جدوى: عندما تصل، يبدأ في إدماجها، متظاهرًا بالمزاح، مع زوجته تصرخ بشدة ويتعرض للمعاناة. عندما ينتهي البناء، يأخذ نياجو فودا سلالم البناء من البنائين، خوفًا من أن يبنوا مبنى أجمل، ويحاولون الهروب لكن الجميع يسقطون إلى موتهم. فقط من سقوط مانولي يتم إنشاء تيار.
تصف العديد من الأشعار والأغاني البلغارية والرومانية الأخرى عروسًا يُعرض لهذه الأغراض، والتضحية التالية لها من قبل البنائين بترك يديها وثدييها حرة، لكي تستطيع ما زالت ترضع طفلها. تعددت الإصدارات اللاحقة للأغاني بتعديل مصير العروس؛ مصيرها بالذبول، مدفونة في حجارة البناء، تتحول إلى ظلها غير الجسدي، وفقدانه يؤدي بعد ذلك إلى شوقها وموتها.
تشتمل الأصداء الأخرى على القصيدة الشعبية الهنغارية "كوميفيس كليمن" (كليمن الحجرة). هذه هي قصة اثني عشر حجرة بؤساء مكلفين ببناء حصن ديفا (مبنى حقيقي). لتصحيح انهياراته المتكررة، تم الاتفاق على أن يضحي أحد البنائين بعروسه، والعروس التي سيتم التضحية بها هي أول من تأتي لزيارة. في بعض النسخ من القصيدة، تُظهر الضحية بعض الرحمة؛ بدلاً من أن تحبس حية، يتم حرقها وتُدفن فقط رمادها.
تصف قصة يونانية "جسر آرتا" (اليونانية: Γεφύρι της Άρτας) محاولات فاشلة متعددة لبناء جسر في تلك المدينة. يتم إنهاء دورة بحيث يعمل فريق من البنائين الماهرين طوال النهار فقط ليعود في اليوم التالي ليجدوا عملهم مدمرًا، عندما يتم دفن زوجة الحجرة الرئيسية. يُقال إن فتاة كانت قد دفنت في جدران كنيسة مادلينا كتضحية أو عرض بعد محاولات بناء متكررة فاشلة. تمكن القس من ذلك من خلال دعوته لجميع أجمل العذارى إلى وليمة وأجملهن، مادالا، سقطت في نوم عميق بعد أن قدم لها النبيذ من "كأس معين".

#### احتفالية
داخل ثقافة الإنكا، يُقال إن أحد العناصر في مهرجان الشمس الكبير كان تضحية العوانس الشابات (بين عشرة واثني عشر عامًا)، اللواتي بعد انتهاء واجباتهن الطقوسية كان يُخفضن في خزان أرضي وحبسهن أحياء. يمثل مومياء أطفال لولايلاكو شكلاً آخر من أشكال التضحية بأطفال الإنكا.
من خلال الاعتراف بتقاليد التضحية البشرية في سياق بناء الهياكل داخل الفولكلور الألماني والسلافي، يقدم ياكوب جريم بعض الأمثلة على تضحية الحيوانات أيضًا. وفقًا له، في التقاليد الدنماركية، كان يتم إدماج خروف تحت مذبح مقام في الهواء من أجل حفظه، بينما كان يجب حماية الساحة الكنسية عن طريق إدماج حصان حي كجزء من الاحتفالية. في مراسم بناء أنواع أخرى من البناء، يلاحظ غريم أن تضحية الحيوانات الأخرى كانت شائعة أيضًا، مثل الخنازير والدجاج والكلاب.

هارولد إدوارد بيندلوس، في كتابه غير الخيالي "في بلاد النيجر" لعام (1898)، يكتب ما يلي حول ما جرى عندما توفى رئيس كبير:
وبالمثل، لاحظ الرحالة ابن بطوطة في القرن الرابع عشر دفن خان عظيم:

## في الأدب والفنون

### أوبرا
في نهاية أوبرا "عايدة" لفيردي، يُدين الجنرال المصري راداميس بالخيانة ويُحاصَر في كهف كعقوبة. بمجرد أن يُغلق الكهف، يكتشف أن حبيبته عائدة قد خبأت نفسها في الكهف لتكون معه، ويموتان هناك معًا.

#### أدب
تدور قصة إدغار آلان بو "برميل أمونتيلادو" حول السرد الذي يقتل منافسًا له بالحجر في مقبرة. يُشار إلى هذا في سلسلة نتفلكس "انهيار منزل أشر (مسلسل قصير)" لعام (2023)، الذي استلهم من أعمال بو.
يشمل رواية أريانا فرانكلين "سيدة فن القتل" (2007) تنفيذ راهبة (التي، بسبب وضعها الديني، قد يجب ألَّا تصاب) بتجريفها في زنزانتها.
في رواية عام (1978) "جسر الأقواس الثلاثة" للكاتب الألباني إسماعيل قادري، يلعب تجريف أحد القرويين دورًا مهمًا (سواء كان تطوعًا أم عقابًا يظل غامضًا). كما تحتوي الكتاب على مناقشة حول خلفيات ودوافع شخصيات أسطورة روزافا.

##### مسرح، فيلم، وتلفزيون
في نهاية فيلم عام 1955 "أرض الفراعنة"، تفاجأ الأميرة المكيدة نيليفر (جوان كولينز) بأنها قد تم تجريفها في مقبرة زوجها الفرعون خوفو (جاك هوكينز).في حلقة عام (1960) من برنامج "ألفريد هيتشكوك يقدم" بعنوان "الأيقونة الياسية"، يُجرى تجريف الشخصية الرئيسية في زنزانة رهبانية كفارقة لأنه قتل راهبًا في فيلم كوميدي دنماركي عام (1976) "عصابة أولسن ترى الأحمر"، يتم تجريف البطل مؤقتًا في سجن قلعة بجوار تجريفات حقيقية. في حلقة عام (1984) من برنامج "توماس القطار" بعنوان "القصة الحزينة لهنري"، تُجرى تجريف المحرك هنري كعقوبة لكونه متمردًا. في حلقة عام (2003) من مسلسل "ذا سيمبسونز"، بعنوان "سي إي دي'وه"، يحاول السيد بيرنز بلا جدوى تجريف هومر سيمبسون كانتقام للاستيلاء على محطة طاقة سبرينغفيلد النووية.

###### ثقافة شعبية
يُعتقد أحيانًا أن الأغنية جسر لندن (أغنية)" تتعلق أيضًا حول قبر حي.